# Тони Ричардсън
Тони Ричардсън (пълно име – Сесил Антонио Ричардсън) (на английски: Cecil Antonio „Tony“ Richardson) е британски кинорежисьор, сценарист и продуцент, лауреат на награда Оскар за филма „Том Джоунс“ от 1963 година. Последният му филм е „Синьо небе“ от 1994 г., който излиза след смъртта му и в който участват Джесика Ланг и Томи Лий Джоунс.

## Биография
От 1962 до 1967 г. е женен за актрисата Ванеса Редгрейв, от която има 3 деца, сред които Наташа Ричардсън. Той е бисексуален, но не го обявява публично докато не се разболява от СПИН. Тони Ричардсън умира на 63 години от усложнения на болестта на 14 ноември 1991 г.

## Избрана филмография

### Режисьор
| Година | Филм                                | Оригинално заглавие                        | Бележки                 |
| ------ | ----------------------------------- | ------------------------------------------ | ----------------------- |
| 1959   | Обърни се с гняв назад              | Look Back in Anger                         |                         |
| 1962   | Самотният бегач на дълго разстояние | The Loneliness of the Long Distance Runner |                         |
| 1963   | Том Джоунс                          | Tom Jones                                  | Оскар за най-добър филм |
| 1965   | Скъпият покойник                    | The Loved One                              |                         |